# Marcel Damy de Souza Santos
Marcelo Damy de Souza Santos (* 14. Juli 1914 in Campinas; † 14. Juli 2009) war ein brasilianischer experimenteller Kernphysiker.
De Souza Santos studierte ab 1933 am Polytechnikum in Sao Paulo Elektrotechnik, wechselte aber unter dem Einfluss von Gleb Wataghin an der Universität Sao Paulo zur Physik. Nach dem Abschluss ging er zu William Lawrence Bragg an die Universität Cambridge und arbeitete danach im Zweiten Weltkrieg in Forschung zum Sonar für die brasilianische Marine. 1945 ging er mit einem Stipendium der Rockefeller-Stiftung an die University of Illinois bei Donald William Kerst, dem Erfinder des Betatrons. Nach der Rückkehr wurde er Assistenzprofessor in Sao Paulo und installierte dort selbst ein Betatron, der erste Teilchenbeschleuniger in Lateinamerika. Er war auch an der Inbetriebnahme des ersten Kernreaktors in Lateinamerika in Brasilien beteiligt – der IEA-R1 Forschungsreaktor an der Universität Sao Paulo, der zuerst 1957 kritisch wurde und bis heute in Betrieb ist. Er war einer der Gründer des Instituts für Kernenergieforschung (IPEN) in Brasilien und war 1956 bis 1961 dessen Direktor (damals IEA genannt). 1961 bis 1964 war er Präsident der nationalen Kernenergiekommission (CNEN) in Brasilien. 1968 emeritierte er an der Universität Sao Paulo, baute aber im Ruhestand die Physikfakultät der neu gegründeten Universität von Campinas auf. Er blieb auch weiter in der Forschung aktiv und war Professor für Kernphysik an der Katholischen Universität in Rio.
In seiner Zeit bei Wataghin forschte er auch über Kosmische Höhenstrahlung.
Er war Mitglied der Brasilianischen Akademie der Wissenschaften.